# Hannah Davis (mannequin)
Pour les articles homonymes, voir Hannah Davis et Davis.
Hannah Jeter, née Hannah Davis le 5 mai 1990 est un mannequin américain.

## Biographie

### Jeunesse
Hannah Davis est née à Saint Thomas, dans les Îles Vierges américaines,,,.
Adolescente, elle est une joueuse de tennis professionnelle mais arrête ce sport vers l'âge de dix-huit ans pour se consacrer au mannequinat.

### Carrière
Hannah Davis a posé et défilé pour la marque Ralph Lauren. Elle est l'égérie du parfum Ralph Rocks de cette marque en 2013. Elle a également posé pour Victoria's Secret, American Eagle Outfitters, Tommy Hilfiger ou Levi's,.
Elle fait plusieurs fois la couverture de FHM, en France et en Afrique du Sud.
Elle pose dans le numéro annuel spécial maillots de bain du magazine Sports Illustrated depuis 2013 et en fait la couverture en 2015. C'est cette année-là que le quotidien L'Équipe en fait l'un de ses quinze mannequins de l'année.

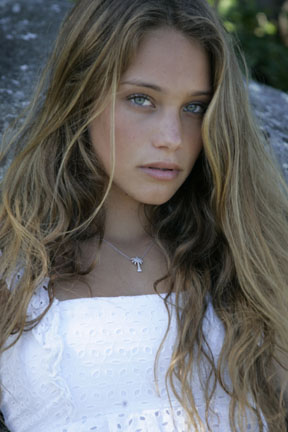
Hannah Davis en 2007.

### Vie privée
Elle est en couple avec Derek Jeter, joueur de baseball américain qu'elle épouse le 9 juillet 2016 à Napa Valley. Depuis, elle utilise son nom marital, Hannah Jeter. Elle a deux filles avec Derek Jeter ; sa première fille est née en aout 2017, sa seconde fille est née en janvier 2019.

## Filmographie
- 2009-2010 : Rush : Baby G. / Gigi
- 2015 : Vive les vacances de John Francis Daley et Jonathan Goldstein : Ferrari girl